# П-700 «Граніт»
ПКР П-700 комплексу ракетної зброї «Граніт» (Індекс ГРАУ ВМФ : 3М45, за кодифікацією НАТО : SS-N-19 «Shipwreck», Корабельна аварія) — радянська надзвукова крилата протикорабельна ракета (ПКР) дальньої дії, призначена для боротьби з потужними корабельними угрупованнями, включаючи авіаносні.
При створенні комплексу вперше був використаний підхід, основою якого є взаємне використання трьох елементів: засобів цілевказівки (у вигляді космічних апаратів), носія та ПКР. Створений комплекс набув можливості вирішувати найскладніші завдання морського бою нарядом вогневих засобів одного носія.
Також можливе використання і для знищення берегових цілей.

## Історія створення
Роботи зі створення далекобійної надзвукової крилатої ракети підводного старту в СРСР було розпочато постановою ЦК КПРС та Ради Міністрів СРСР № 539—186 від 10 липня 1969 року в ЦКБМ міністерства загального машинобудування СРСР. На той час на озброєнні підводних човнів вже перебувала надзвукова крилата ракета П-6; однак запуск її був можливий тільки з поверхні, що сильно підвищувало вразливість субмарини, і з урахуванням демаскуючого ефекту ракетного залпу піддавало човен значного ризику. Крім того, П-6, спроектована ще наприкінці 1950-х років, через десятиліття вже не задовольняла вимог по швидкості, дальності та висоті польоту.
Розробку нової крилатої ракети підводного старту було ініційовано паралельно зі створенням розвитку П-6 — крилатої ракети П-500 «Базальт», на яку збиралися переозброїти існуючі носії. Однак П-500 «Базальт» була також непридатна до запуску з-під води. Потрібно було створити повністю нову ракету. Проєкт отримав позначення П-700 «Граніт». Надалі було прийнято рішення розробляти нову ракету для застосування не тільки з підводних човнів, а й надводних кораблів, дублюючи розробку П-500.
Етап льотно-конструкторських випробувань ракети проходив із листопада 1975 року. Державні випробування комплекс «Граніт» пройшов у період із 1979 по липень 1983 років. Постановою ЦК КПРС і Ради Міністрів СРСР № 686—214 від 19 липня 1983 року комплекс був прийнятий на озброєння наступних кораблів:
- атомних підводних човнів проектів 949 «Граніт» та 949А «Антей»;
- важких атомних ракетних крейсерів проектів 1144 «Орлан» та 1144.2 «Орлан»;
- важких авіанесучих крейсерів проекту 1143.5 «Кречет».

Існували проєкти та інших носіїв, які, однак, не були реалізовані.
Розробники
- Головна організація — НВО машинобудування. Головний конструктор — Володимир Челомей (з 1984 р. — Герберт Єфремов).
- Бортова автономна селективна система управління ПКР збудована колективом вчених та конструкторів ЦНДІ «Граніт» під керівництвом його генерального директора Героя Соціалістичної Праці, лауреата Ленінської премії Валерія Павлова.
- Маршовий турбореактивний двигун КР-93 розроблений у КБ Уфимського моторобудівного виробничого об'єднання під керівництвом головного конструктора Сергія Гаврилова. Система управління двигуном на основі нейрокомп'ютерного моделювання розроблена на кафедрі «Технічна кібернетика» Уфимського авіаційного інституту.
- Варіант ракети з дослідним надзвуковим прямоточним двигуном 4Д 04 розроблений в ОКБ-670 під керівництвом Михайла Бондарюка.
- Теоретичні основи побудови космічної системи цілевказівки, взаємне становище супутників на орбітах, параметри їх орбіт розроблено безпосередньо з участю академіка Мстислава Келдиша.
- За участь у створенні комплексу «Граніт» Ленінська премія СРСР була присуджена А. А. Саркісову (заступнику генерального конструктора ОКБ-100); Державну премію СРСР було присуджено С. А. Сиротіну (заступнику голови ЦІАМ).

## Конструкція
Ракета П-700 «Граніт» має сигароподібну форму з кільцевим повітрозабірником у передньому краю і хрестоподібним хвостовим оперенням. Коротке крило великої стрілоподібності, що розкладається після запуску, встановлене в центральній частині фюзеляжу.
У рух ракету наводить розташований по центральній осі турбореактивний двигун КР-21-300. Запуск ракети здійснюється з-під води за допомогою розташованого за ракетою блоку з чотирьох твердопаливних прискорювачів. Ракета зберігається в герметичному транспортно-пусковому контейнері зі складеними крилами та оперенням, повітрозабірник прикритий куполоподібним обтічником. Перед стартом установка заповнюється забортною водою (ця процедура застосовується і на надводних кораблях, щоб уникнути пошкодження установки вихлопом), після чого прискорювач, що включився, виштовхує ракету з шахти і доставляє на поверхню води. У повітрі обтічник повітрозабірника відкидається, крила і оперення розпрямляються, прискорювач, що відгорів, відкидається і ракета продовжує політ за допомогою маршового двигуна.
Ракета оснащується бойовими частинами різних типів . Це може бути або напівбронебійна (фугасно-проникаюча) бойова частина вагою 584—750 кг, або тактична ядерна тротиловим еквівалентом до 50 кілотонн. Наведення ракети здійснюється за допомогою активної голівки радіолокації наведення. Бортова автономна селективна система управління ПКР побудована на основі трипроцесорної бортової обчислювальної машини (БЦВМ) з використанням кількох інформаційних каналів, що дозволяє успішно розбиратися в складній атмосфері перешкод і виділяти справжні цілі на тлі перешкод. При груповому пуску ракет (залпі), ракети, виявивши противника своїми головками самонаведення, обмінюються інформацією, ідентифікують і розподіляють цілі за їх розмірами, взаємним розташуванням та іншими параметрами. У БЦВМ закладено електронні дані щодо сучасних класів кораблів; тактичні відомості, наприклад, про тип ордерів кораблів, що дозволяє ракеті визначити, що перед нею — конвой, авіанесуча або десантна група, і атакувати головні цілі у її складі; дані протидії засобам радіоелектронної боротьби противника, здатним постановкою перешкод вести ракети від мети; тактичні прийоми ухилення від вогню засобів протиповітряної оборони
Для підвищення бойової стійкості П-700 оснащена станцією постановки радіоперешкод 3Б47 «Кварц» та пристроями скидання дипольних відбивачів та хибних цілей.

## Застосування
Ракети запускаються з контейнерних похилих пускових установок СМ-225 (для підводних човнів) або СМ-233 (для надводних кораблів), що розташовані під палубою корабля-носія під кутом 60 градусів. Перед стартом для зниження термічних навантажень на пускову установку контейнер заповнюється забортною водою.
При стрільбі на велику дальність (понад 100—120 км) ракети піднімаються на висоту близько 14—17 тис. метрів і виконують більшу частину польоту на ній, щоб знизити опір повітря (і, відповідно, витрати палива) і збільшити радіус виявлення цілей головки самонаведення (ГСН). Виявивши ціль, ракети проводять ідентифікацію, розподіляють між собою цілі і потім знижуються до висоти в 25 метрів, ховаючись за радіогоризонтом від радарів корабля-носія, після чого йдуть на малій висоті з вимкненими ГСН, включаючи їх знову тільки для точного наведення безпосередньо перед атакою. Атака на з'єднання організується так, що поразка другорядних цілей відбувається тільки після знищення пріоритетних, і таким чином, що одна ціль не атакується більш ніж необхідним для її ураження числом ракет. При цьому ПКР використовують запрограмовані тактичні прийоми ухилення від вогню засобів протиповітряної оборони, а також застосовують бортові засоби радіоелектронної боротьби.
Так як час польоту ракети на велику дальність значний, і ціль може вийти за межі радіуса виявлення ГСН ракети, комплекс потребує точного вказання цілі, що здійснюється авіаційним комплексом «Успіх» з літаків Ту-95РЦ або гелікоптерів Ка-25Ц, або космічним комплексом розвідки і цілевказівки МКРЦ «Легенда». Ракета також може бути використана для ураження наземних цілей.

## Характеристики
| Параметр                     | Значення                                                                             |
| ---------------------------- | ------------------------------------------------------------------------------------ |
| Довжина, м                   | 10                                                                                   |
| Діаметр, м                   | 1,14 (корпус), 1,35 м (у контейнері)                                                 |
| Розмах крила, м              | 2,6                                                                                  |
| Стартова вага, кг            | 7000                                                                                 |
| Швидкість на висоті, М       | 2,5                                                                                  |
| Швидкість у землі/води, М    | 1,5                                                                                  |
| Дальність, км                | 550 (625) по комбінованій траєкторії, 145 (200) по винятково маловисотній траєкторії |
| Стеля, м                     | 14 000 — 17 000 на маршевій ділянці, залежно від схеми траєкторії                    |
| Мінімальна висота польоту, м | до 25 (на ділянці атаки)                                                             |
| Система управління           | ІНС + АРЛГСН                                                                         |
| Бойова частина               | Проникаюча 518—750 кг (дані розходяться) або ядерна, до 50 кт                        |

## Носії
- 6 атомних підводних крейсерів проєкту 949А типу «Антей» — по 24 ПКР. Ще два човни К-132 «Іркутськ» та К-442 «Челябінськ» — у ремонті, підводний човен К-141 «Курськ» — пішов на дно, К-139 «Білгород» — у грудні 2012 року перезакладено за проєктом 09852.
- Атомний крейсер Петро Великий — 20 ПКР. Ще 3 важкі крейсери проєкту 1144 .
- Важкий авіанесучий крейсер «Адмірал Флоту Радянського Союзу Кузнецов» проєкту 1143.5 — 12 ПКР.

Розмір ракети обмежує типи носіїв, у яких може бути розміщена.
У перспективі передбачається демонтаж ракети з усіх носіїв через її моральне і технічне старіння, і заміна П-700 на більш універсальні та компактні протикорабельні ракети « Калібр» та — перспективні — гіперзвукові 3М22 « Циркон» .

## Оцінка проєкту
Досвід бойової та оперативної підготовки ВМФ показує, що велика маса та висока швидкість ракет комплексу ускладнюють їх ураження зенітними ракетами супротивника.
Ракета жодного разу не застосовувалася в бойових умовах, думки про її реальну ефективність в експертів відрізняються.